# Cayratia megacarpa
Cayratia megacarpa là một loài thực vật hai lá mầm trong họ Nho. Loài này được (Lauterb.) Merr. & L.M.Perry miêu tả khoa học đầu tiên năm 1941.